# Église Sainte-Marie-Madeleine-et-Saint-Blaise de Sindères
L'église Sainte-Marie-Madeleine-et-Saint-Blaise est une église catholique située dans la commune de Sindères, dans le département français des Landes.

## Présentation
Commune dont le nom signifie « sentier » en gascon, Sindères se situe sur l'un des nombreux chemins secondaires de Saint-Jacques-de-Compostelle. Elle dispose d'une église fortifiée d'origine romane dotée d'un clocher carré trapu et de puissants contreforts. Cet édifice contient également le vestige d'une bretèche qui était destinée à défendre l'entrée. Reposant aujourd'hui sous le porche, cette pierre datant de la fin du XIIe siècle dont la forme est celle d'une croix est sculptée sur les deux faces : d'un côté, la Crucifixion, de l'autre, l'archange saint Michel brandissant le glaive et terrassant le dragon.